# Maria Nikolaevna da Rússia
Maria Nikolaevna da Rússia (em russo: Мария Николаевна Романова; São Petersburgo, 14 jul. / 26 de junho de 1899 greg. — Ecaterimburgo, 17 de julho de 1918), foi a terceira filha do imperador Nicolau II da Rússia e da imperatriz Alexandra Feodorovna. 
Durante a sua vida, Maria, sendo demasiado nova para se tornar enfermeira pela Cruz Vermelha — como a sua mãe e as duas irmãs mais velhas durante a Primeira Guerra Mundial — abriu um hospital juntamente com a sua irmã mais nova, Anastásia, e ambas costumavam visitar soldados feridos. Maria tinha um interesse especial na vida dos soldados e, durante a sua adolescência e juventude, teve várias "paixonetas" pelos jovens que conhecia. O seu sonho era casar-se com um soldado e ter uma grande família. 
O seu assassinato juntamente com o restante família na noite de 17 de julho de 1918 resultou na sua canonização como Portadora da Paixão pela Igreja Ortodoxa Russa. Durante o século XX, após a sua morte, Maria não escapou aos vários rumores que davam como certa a sobrevivência de um ou mais membros da família imperial. A possibilidade de que ela poderia ter sobrevivido ao massacre tornou-se mais credível após a descoberta dos corpos de 9 das 11 vitimas.
Em 2007, foram descobertos outros restos mortais e uma análise de DNA provou que toda a família imperial tinha sido assassinada em 1918. Um funeral para os restos mortais de Maria e Alexei, que seriam enterrados com a família em outubro de 2015, foi adiado indefinidamente pela Igreja Ortodoxa Russa, que ficou com a custódia dos restos mortais em dezembro e declarou, sem qualquer explicação, que o caso necessitava de um estudo mais aprofundado; os 44 fragmentos parciais de ossos continuam guardados num depósito estatal russo.

## Biografia

### Infância

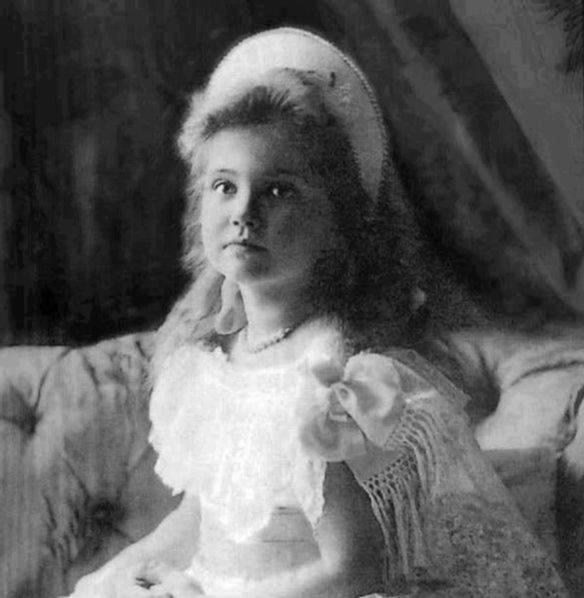
Maria em 1904.

Maria nasceu a 26 de junho de 1899. Era a terceira filha do Imperador Nicolau II e da Alexandra Feodorovna. Pesava 4,5 kg à nascença. O nascimento de uma terceira filha provocou uma desilusão generalizada na Rússia. O Grão-Duque Constantino Constantinovich, primo de Nicolau, escreveu: "E assim não há herdeiro. Toda a Rússia ficará desiludida com esta notícia." Vitória, Rainha do Reino Unido, avó de Alexandra e bisavó de Maria, escreveu: "Lamento a terceira rapariga para o país. Sei que um herdeiro seria mais bem-vindo do que uma filha." Nicolau insistiu que estava feliz com o nascimento de Maria e disse a Alexandra: "Não me atrevo a queixar-me, tendo tanta felicidade na terra, tendo um tesouro como tu, minha querida Alix, e já os três pequenos querubins."
Maria tinha duas irmãs mais velhas (Olga e Tatiana) e uma irmã (Anastásia) e irmão (Alexei) mais novos. O nascimento de Maria foi bem-recebido, no entanto acabou por constituir uma nova desilusão para a família imperial, uma vez que era a terceira mulher que nascia em vez do desejado herdeiro.
Ela era chamada de "Maria Nikolaevna" ou pelas alcunhas, "Mashka", "Masha" ou "Mashenka". E também "Marie" e "Mandrifolie", variações francesas do seu nome; em vez de pelo seu título imperial, grã-duquesa.
Quando aprendeu a andar, a pequena Maria, numa ocasião, escapou da sua banheira e começou a correr pelo corredor do palácio nua, enquanto a sua ama, Margaretta Eagar, que adorava política, estava a discutir sobre o caso de Dreyfus com um amigo. "Felizmente eu tinha acabado de chegar, peguei nela e levei-a de volta para a Miss Eagar que ainda estava a falar sobre Dreyfus", recordou a sua tia, a Grã-duquesa Olga Alexandrovna da Rússia.
Margaretta Eagar, recordou que a bondade da pequena Grã-duquesa era visível desde os seus primeiros meses de idade e que o seu tio-avô, o Grão-duque Vladimir Alexandrovich, a apelidou de "o bebé amável" por ela estar sempre alegre e raramente chorar. Disse que ela era uma criança encantadora e bonita, com grandes olhos azuis-esverdeados. Um homem chegou mesmo a referir que a pequena criança tinha o rosto que lhe recordava dos anjos de Botticelli.

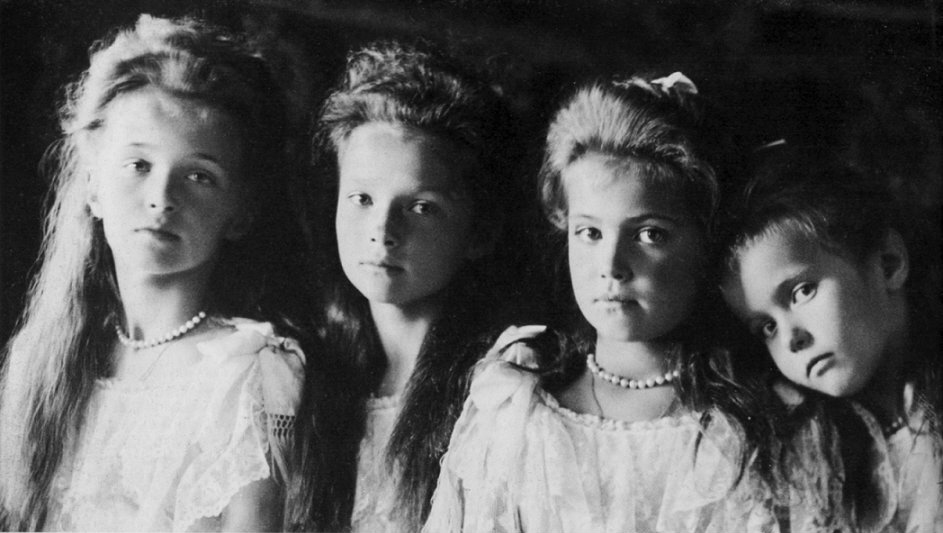
Uma foto formal: Grã-duquesas Olga, Tatiana, Maria, e Anastásia Nikolaevna, 1906.

No entanto, o temperamento doce de Maria também trouxe os seus desafios. Eagar escreveu em suas memórias que, em uma ocasião, quando ela ainda era muito jovem, a Grã-Duquesa estava no quarto de sua mãe; os seus pais estavam a tomar chá e a comer waffers recheados de baunilha, um petisco que as crianças gostavam especialmente. Apesar de tudo as crianças não tinham permissão para comer nada que estivesse na mesa. A Imperatriz dispensou a Eagar e, quando ela se encaminhava para a porta, reparou que Maria se encontrava sentada por perto, a chorar, enquanto tentava devorar algo disfarçadamente. Quando a governanta se aproximou, ela olhou para ela e disse: "Eu comi tudo. Agora tu já não vais poder comer". Alexandra Feodorovna ficou chocada com o comportamento da filha e Eagar sugeriu que, como castigo, se enviasse a criança para a cama mais cedo sem jantar. A Imperatriz concordou, mas o imperador interveio e ordenou que a sua filha permanecesse no quarto com a família. "Sempre tive medo das asinhas que lhe estavam a crescer", disse ele, "Estou satisfeito por ver que ela é apenas humana".
Maria era frequentemente usada como um bom exemplo para as suas duas irmãs mais velhas que, por isso, pareciam não gostar particularmente dela e a chamavam de "meia-irmã". Eagar tentava consolar Maria dizendo-lhe que, nos contos de fadas, as irmãs mais velhas eram sempre as más e que a terceira é que era a bondosa. Olga e Tatiana ignoravam a sua governanta e continuavam a excluir a irmã mais nova das suas brincadeiras, não se preocupando com os avisos de que, qualquer dia, seriam castigadas pelo seu comportamento. Numa ocasião as filhas mais velhas do czar construiram uma casa de brincar feita de cadeiras numa extremidade do quarto-de-brincar e excluíram Maria do seu jogo, dizendo que ela era a criada e, por isso, não podia entrar.
Eu fiz outra casa na outra parte para o bebé [Anastásia], com apenas alguns meses, e para ela, mas seus olhos desviavam-se sempre para o outro lado do quarto e para a interessante brincadeira que lá se passava. Ela então, correu pelo quarto, enfiou-se dentro da casa, deu um estalo no rosto de cada irmã e correu para o próximo quarto, despindo uma boneca vestida com uma capa e com um chapéu, e com as mãos cheias de pequenos brinquedos. "Eu não quero ser a serva, quero ser a tia generosa e bondosa, que traz presentes", disse ela. E depois distribuiu os presentes, beijando as "sobrinhas" e saiu. As outras crianças, olharam envergonhadas uma para a outra e então, Tatiana disse "Nós fomos muito cruéis com a pobre Maria e ela não podia fazer outra coisa senão bater-nos." Elas aprenderam a lição a partir desse dia, aprenderam a respeitar cada posição na família."

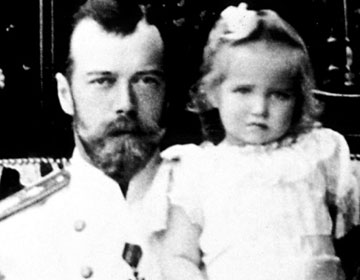
Maria com o pai Nicolau II em 1901.

Maria tinha uma admiração especial pelo seu pai. Quando ele ficou doente com febre tifóide na Crimeia, em 1901, a pequena Grã-duquesa ficou desgostosa e tentava todas as oportunidades para fugir do quarto-de-brincar para ir ter com Nicolau II. Eventualmente a sua governanta teve de passar a fechar a porta à chave para que ela não fugisse, mas mesmo assim, sempre que ouvia algum som saído do quarto do doente, esticava os braços e começava a chamar pelo pai. Na primeira noite após ter sido feito o diagnóstico ao czar, a czarina foi ter com as suas filhas e estava todas a usar uma miniatura do imperador como um broche. Entre soluços e lágrimas, Maria trepou o joelho da sua mãe e cobriu o rosto retratado de beijos. A partir de então não houve nenhuma noite durante a doença de seu pai em que ela fosse para a cama sem beijar a miniatura.
Maria e a sua irmã mais nova, Anastásia, eram conhecidas na família pelo "Par Pequeno" por serem as irmãs mais novas. Tal como as irmãs mais velhas, Olga e Tatiana, as duas partilhavam o quarto e passavam grande parte do tempo juntas. Maria e Anastásia eram vestidas de forma semelhante em ocasiões especiais quando usavam variações do mesmo vestido. Maria tendia a ser dominada pela sua entusiástica e energética irmã mais nova. Quando Anastásia fazia rasteiras a pessoas que passavam por elas, troçava de outros ou tinha um ataque de raiva, Maria seguia sempre atrás dela e tentava sempre pedir desculpa, apesar de nunca ter conseguido parar a irmã mais nova.

### Adolescência

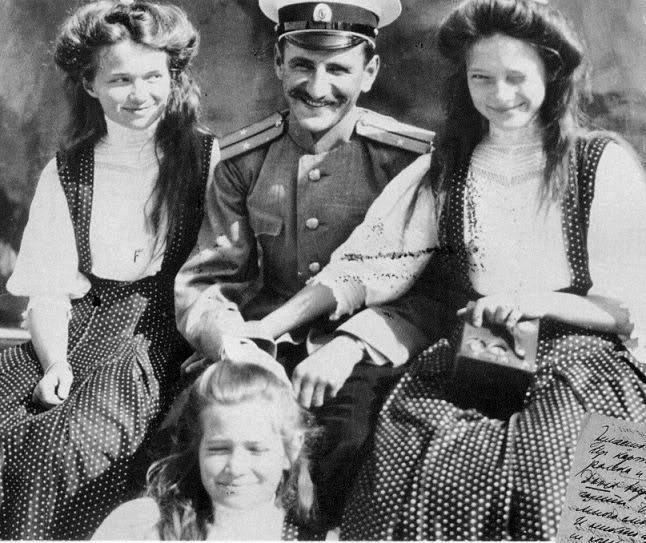
Maria (no chão) com as suas irmãs Olga e Tatiana e um dos seus guardas.

A adolescente Maria era uma sedutora e tinha inúmeras paixões por novos soldados russos com quem se encontrava no palácio e durante as férias de família. Ela adorava crianças e, se não fosse uma grã-duquesa da Dinastia Romanov, o seu maior sonho era casar-se com um soldado russo e ter 20 filhos.  Margaretta Eagar reconta:
Um dia a pequena Grã-duquesa Maria estava a olhar pela janela para um regimento de soldados que marchavam por perto e exclamou: "Adoro estes soldados queridos; Quem me dera poder beijá-los a todos!" Eu disse: "Maria, meninas bem comportadas não beijam soldados." Alguns dias mais tarde, houve uma festa para crianças e os filhos do Grão-duque Constantino estavam entre os convidados. Um deles tinha já 12 anos, tinha entrado para os cadetes e veio envergando o seu uniforme. Ele queria cumprimentar a pequena prima com um beijo, mas ela cobriu a boca com a mão, afastou-se e disse com grande dignidade: "Vai-te embora soldado! Eu não beijo soldados." O rapaz ficou satisfeito por ser confundido com um soldado de verdade.
A sua paixão por soldados começou desde muito cedo, com 11 anos há relatos de que Maria desenvolveu uma dolorosa paixão por um adolescente que tinha conhecido.. "Tenta não deixar os teus pensamentos prenderem-se nele, foi isso o que o Nosso Amigo (Rasputin) disse", escreveu-lhe Alexandra. A sua mãe aconselhou-a a manter os seus sentimentos escondidos porque outras pessoas podiam dizer coisas pouco simpáticas sobre a sua paixoneta.
Não devemos deixar os outros ver o que sentimos por dentro, quando eles sabem que não é considerado próprio. Eu sei que ele gosta de ti como uma irmã e ajudar-te-ia a não te importares demais, porque ele sabe que tu, uma pequena Grã-duquesa, não lhe deves dar grande importância.
A czarina Alexandra presenteava todos os anos um diamante e uma pérola às filhas no seu aniversário, então quando elas completaram 16 anos tinham um broche e um colar de pérolas. Quando fez 16 anos, os seus pais ofereçeram-na um anel de diamantes. Maria gostava muito de roupas e perfumes, mas não tanto quanto a sua irmã Tatiana. Ela experimentava muitos perfumes, mas normalmente acabava escolhendo o "Lilas" de Coty.

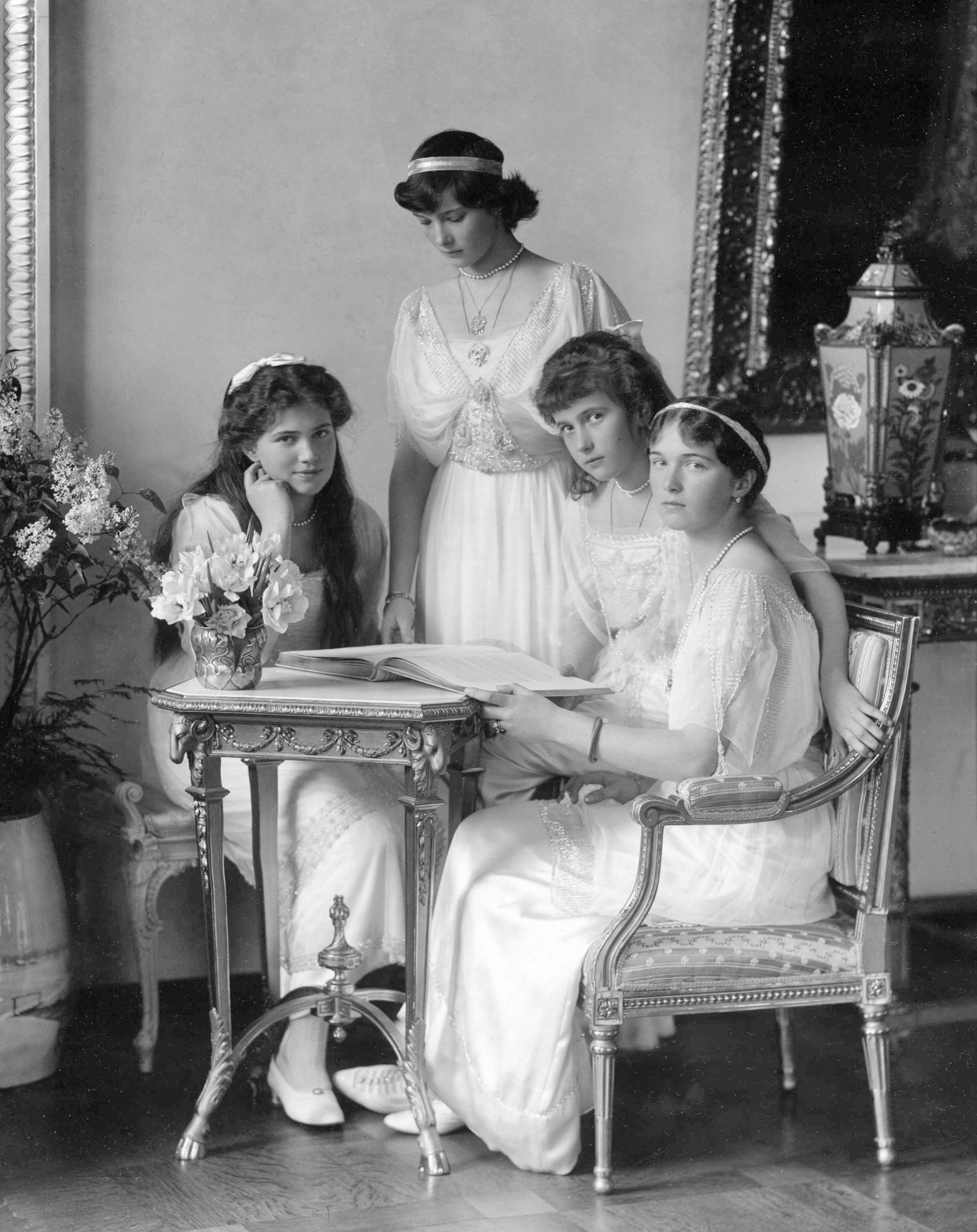
Maria com as irmãs Tatiana, Anastásia e Olga, em 1913.

As Grã-duquesas eram mal preparadas para a vida real, como observou, a grã-duquesa Olga Alexandrovna da Rússia, irmã de Nicolau II da Rússia e tia paterna das irmãs. Ela temia o futuro das grã-duquesas e o efeito sufocante do cômodo das crianças no Palácio de Alexandre. Por isso, para expandir o círculo de amizade das Grã-duquesas, e introduzi-las no mundo real, a Olga Alexandrovna levava-as aos sábados para São Petersburgo. Lá se dirigiam ao palácio da avó onde havia festas especialmente feitas para elas, com danças e pessoas novas para conhecerem. Com a chegada da Primeira Guerra Mundial, porém, essas festas foram interrompidas.
Em 1915, o príncipe Carlos da Roménia (que dois anos antes recebeu a família imperial na Roménia com o objectivo de discutirem o seu casamento com a grã-duquesa Olga Nikolaevna da Rússia), sugeriu ao czar Nicolau II casar-se com Maria, então com 16 anos de idade. Nicolau riu e disse que Maria ainda era demasiado nova para pensar em casamento.
Maria e as suas três irmãs eram, tal como a sua mãe, potenciais portadoras do gene da hemofilia — doença genética que afecta a capacidade do corpo em formar coágulos sanguíneos. Um dos irmãos e dois sobrinhos de Alexandra, bem como dois dos seus tios maternos e muitos outros membros da sua família, eram já a tinham antes de a doença ser diagnosticada a Alexei Nikolaevich, Czarevich da Rússia, irmão mais novo de Maria. Os testes de ADN efectuados aos restos mortais da família real provaram, em 2009, que Alexei sofria de hemofilia B, uma forma mais rara da doença. O mesmo teste provou que a sua mãe e uma das quatro grã-duquesas eram portadoras da doença. Os russos identificaram a grã-duquesa portadora do gene como Anastasia, mas os cientistas americanos identificaram a jovem como Maria.
Ela própria teve uma grave hemorragia em dezembro de 1914 durante uma operação para remover as amígdalas, de acordo com a sua tia, a grã-duquesa Olga Alexandrovna da Rússia. O médico que fez a cirurgia ficou tão nervoso que teve de receber ordens para continuar por parte da mãe de Maria, a czarina consorte Alexandra Feodorovna. A grã-duquesa Olga Alexandrovna acreditava que todas as quatro sobrinhas sangravam mais do que o normal e que eram portadoras do mesmo gene de hemofilia que a mãe.
A Czarina e as Grã-duquesas se envolviam em atividades de filantropia, um exemplo disso foi quando a Czarina instituiu na Rússia o dia da flor branca, que era um evento de caridade para a Liga anti-tuberculose.

### Primeira Guerra Mundial

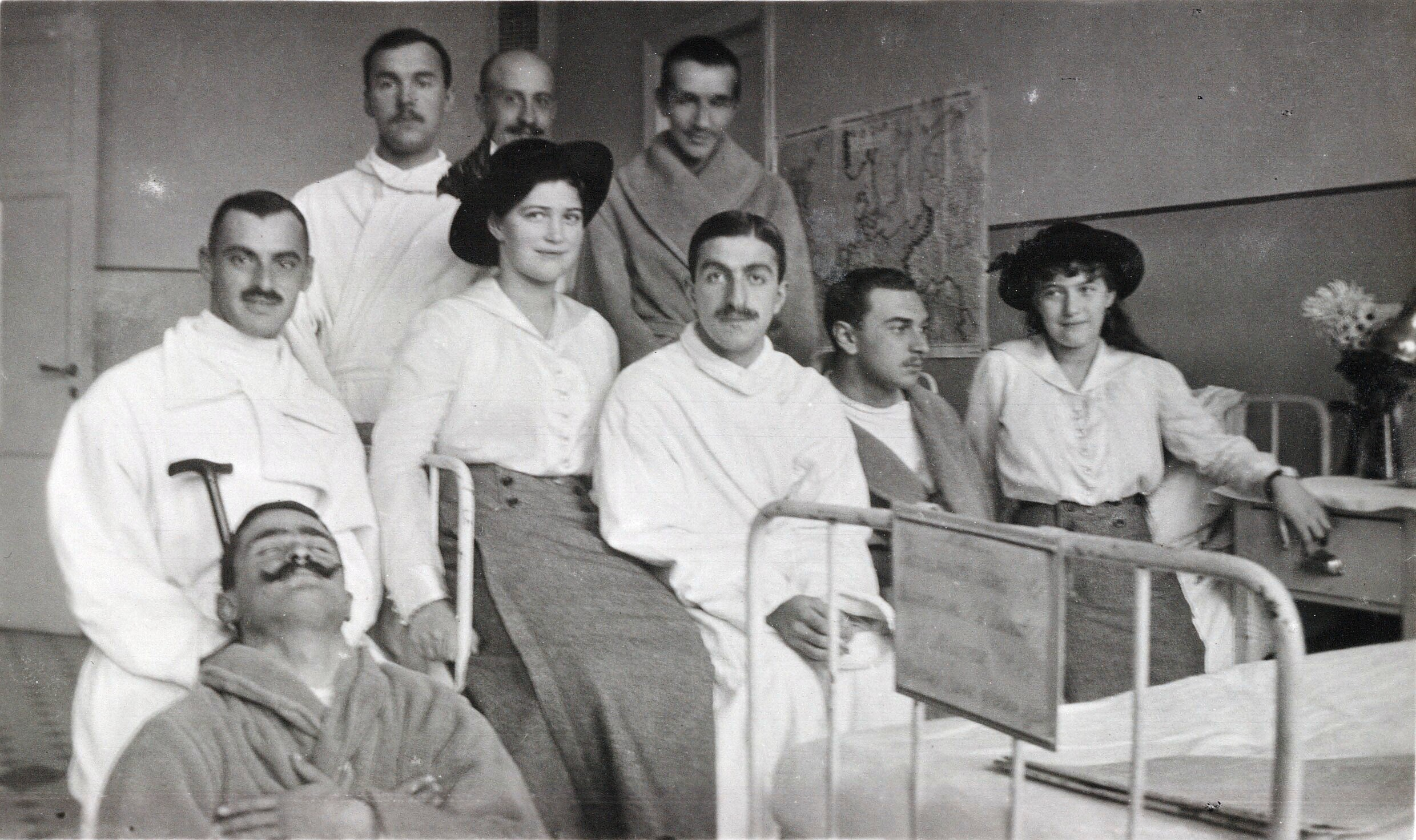
Maria e Anastásia durante uma visita a um hospital em 1915.

Por serem demasiado novas para serem enfermeiras quando rebentou a Primeira Guerra Mundial, Maria e a sua irmã a Anastásia dedicaram abrir um hospital e a visitar soldados feridos no hospital onde trabalhavam a mãe e as suas duas irmãs maiores: a Olga Nikolaevna da Rússia e Tatiana Nikolaevna da Rússia. As duas adolescentes Maria e Anastásia jogavam xadrez e bilhar com os soldados e tentavam animá-los. Maria e Anastásia também ajudavam no hospital ensinando os soldados a ler e escrever. Um soldado ferido chamado Dmitri assinou o bloco de notas de Maria tratando-a pela sua alcunha.
Durante a guerra, Maria e Anastásia também visitavam a escola de enfermagem e ajudaram a cuidar das crianças. Quando queriam fazer uma pausa da trabalho, Maria, as irmãs e a mãe visitavam às vezes o pai e o irmão Alexei quando eles estavam no quartel-general em Mogilev. Durante estas visitas, Maria começou a sentir-se atraída por Nikolai Dmitrievich Demenkov, um oficial do quartel general. Quando voltavam ao palácio de Tsarskoye Selo era frequente que ela pedisse ao pai para mandar cumprimentos seus a Demenkov e até chegava a assinar as cartas que enviava ao czar como "Senhora Demenkov".
Por decisão da mãe que temia pela vida da família, a família isolou-se, com exceção das viagens particulares que faziam à Crimeia e a Finlândia nas férias, demais parte do tempo passavam isolados no Palácio de Alexandre.

## Aparência e personalidade

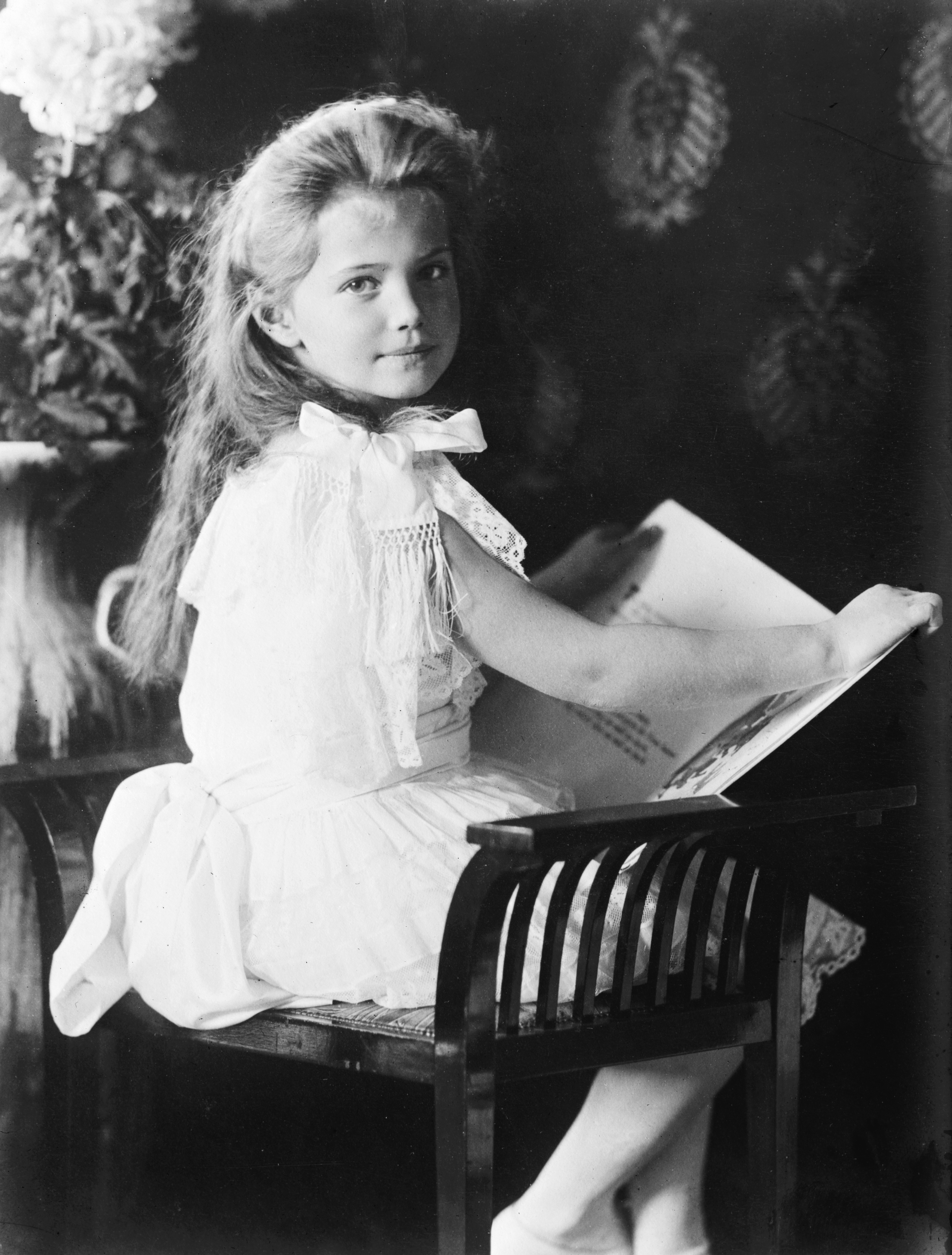
A Grã Duquesa Maria em 1906.

Maria detinha uma beleza notável. Tinha cabelo castanho claro e grandes olhos azuis que eram conhecidos na família como "os pires de Maria". Maria Alexandrovna da Rússia, duquesa de Saxe-Coburgo e Gotha, tia-avó de Maria, declarou que Maria era "uma verdadeira beleza...com enormes olhos azuis". Uma amiga da sua mãe, Lili Dehn, escreveu que ela "era muito bonita, com a beleza clássica dos Romanoffs". O seu tutor de francês, Pierre Gilliard, disse que Maria era alta e bem constituída, com bochechas rosadas. Tatiana Botkina achava que a expressão dos olhos de Maria era "suave e gentil". A Baronesa Sophie Buxhoeveden, dama de companhia da sua mãe, reflectiu que "[Maria] era como Olga na cor e nas feições, mas tudo numa escala mais viva. Tinha o mesmo sorriso encantador, a mesma forma de rosto". Sophie Buxhoeveden disse que os seus olhos eram "magníficos, de um azul profundo", e que "o seu cabelo tinha luzes douradas".
Os seus contemporâneos descreveram Maria como uma bonita e sedutora menina, bem constituída, com cabelo negros e grandes olhos azuis-esverdeados que eram conhecidos na família como "os pires de Maria". O seu tutor francês, Pierre Gilliard, descrevia-a como uma menina bonita e alta para a sua idade, salientando a sua bondade para com todos os que rodeavam-na. Mencionou também que era costume as suas irmãs tirarem vantagem da sua personalidade carinhosa, apelidando-a de "cãozinho gordo". Nas suas palavras, a terceira Grã-duquesa, "Tinha a benevolência e a devoção desajeitada de um cãozinho". Tatiana Botkina, filha do médico da família, achava que a expressão dos olhos de Maria era "calma e gentil". Anna Vyrubova, amiga da czarina disse que Maria tinha olhos esplêndidos, bochechas rosadas, era robusta, e tinha lábios bonitos que realçavam sua beleza. Ademais, Maria tinha uma disposição doce e uma mente boa.
Ela era conhecida por "o anjo da família" por ser tão boa e amável. Em 1910, a sua irmã Olga Nikolaevna da Rússia (de 14 anos) persuadiu Maria (de 10 anos) a escrever uma carta à sua mãe onde lhe pedia que desse a Olga o seu próprio quarto e que ela devia ter autorização para usar os seus vestidos. Mais tarde Maria tentou convencer a mãe de que a carta tinha sido ideia sua. A amiga da mãe, Lili Dehn, disse que ela não era tão espevitada como as irmãs, mas que tinha a sua própria personalidade.
A sua governanta Margaretta Eagar relembrou uma história que mostra a bondade quase inocente da pequena Maria:

Quando regressamos a Czarskoe Selo, a imperatriz mostrou sintomas de tosse compulsiva. A tosse espalhou-se rapidamente às suas quatro filhas. A ama russa e eu também a apanhamos. Eu tinha dito às crianças para que tivessem muito cuidado para não tossir para ninguém, ou então essa pessoa poderia contrair a doença. Elas foram muito obedientes. Um dia a pequena grã-Duquesa Anastásia estava a tossir e espirrar muito, quando a Grã-duquesa Maria foi ter com ela e, pondo a sua cara perto da dela, disse-lhe, "Bebê, querida, tosse para cima de mim." Espantada com esta atitude, perguntei-lhe o que queria ela dizer e a criança disse, "Tenho tanta pena de ver a minha irmã mais nova tão doente. Pensei que se pudesse ficar com tosse ela pudesse melhorar.

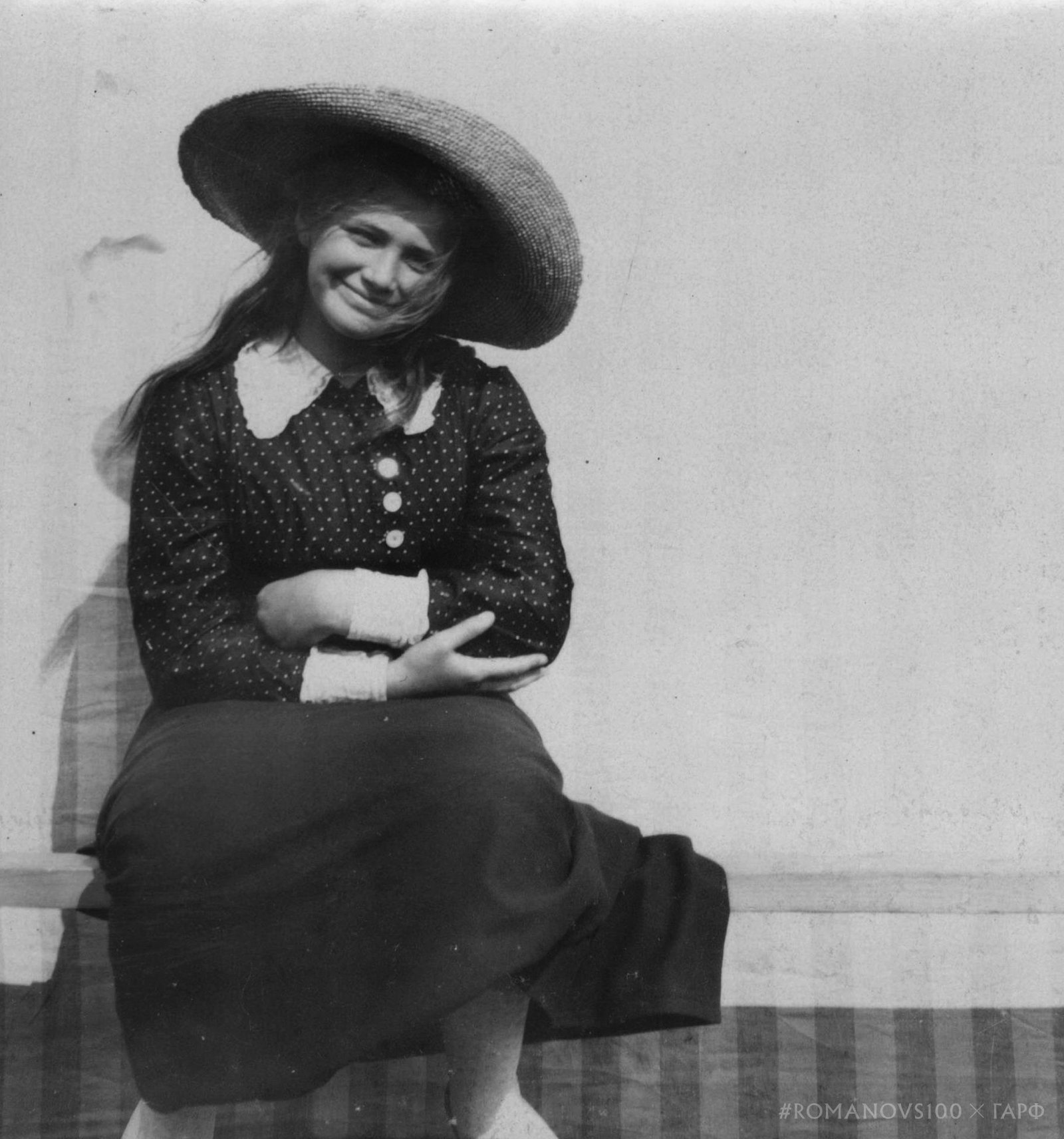
Grã-Duquesa Maria a sorrir, Finlândia, c. 1912.

Maria tinha talento para desenhar e fazer caricaturas e usava sempre a mão esquerda. Ela era geralmente desinteressada no seu trabalho escolar. Maria era surpreendentemente forte e, por vezes, divertia-se ao demonstrar como conseguia levantar os seus tutores do chão. A sua mãe, a czarina consorte Alexandra Feodorovna incomodava-se com o seu peso, mas à medida que foi crescendo, ela perdeu muita de sua gordura de criança. Apesar de ser quase sempre simpática e gentil, havia alturas em que ela se tornava teimosa e, ocasionalmente, preguiçosa. A sua mãe queixou-se numa carta de que Maria estava "de mau humor" e estava "sempre a gritar" com as pessoas que a irritavam. Normalmente este mau humor coincidia com o seu período menstrual que era conhecido pela czarina e pelas filhas como "uma visita da Madame Becker".
Sendo a filha do meio da família, Maria sentia-se insegura quanto ao seu papel e preocupava-se por não ser tão amada como os seus irmãos. Aparentemente, preocupava-se com o facto de a mãe preferir Anastácia a ela, pois Alexandra enviou-lhe uma nota: "Não tenho segredos com Anastácia, não gosto de segredos". Alexandra enviou outro bilhete a Maria: "Querida criança, tens de me prometer que nunca mais vais pensar que ninguém te ama. Como é que uma ideia tão extraordinária entrou na tua cabecinha? Tira-a rapidamente de lá". Sentindo-se excluída pelas irmãs mais velhas, Maria tentou fazer amizade com a sua prima, a Princessa Irina Alexandrovna  avisou-a de que isso só faria com que as suas irmãs "imaginassem...que não querias estar com elas".

## Relação com Rasputin
Maria, tal como toda a sua família, adorava o herdeiro, o czarevitch Alexei, ou "Bebé", que sofria de complicações frequentes de hemofilia e quase morreu várias vezes. A mãe confiava nos conselhos de Grigori Rasputin, um camponês russo, o "homem santo", e atribuía às suas orações o mérito de terem salvo o czarevitch doente em várias ocasiões. Maria e os seus irmãos foram também ensinados a ver Rasputin como "Nosso Amigo" e a partilhar confidências com ele. Por uma vez, a tia de Maria, a Grã-Duquesa Olga Alexandrovna da Rússia, foi escoltada pelo Czar até ao berçário para se encontrar com Rasputin. Maria, as suas irmãs e o seu irmão Alexei, vestiam as suas longas camisas de noite brancas. "Todas as crianças pareciam gostar dele", recorda Olga Alexandrovna. "Estavam completamente à vontade com ele."

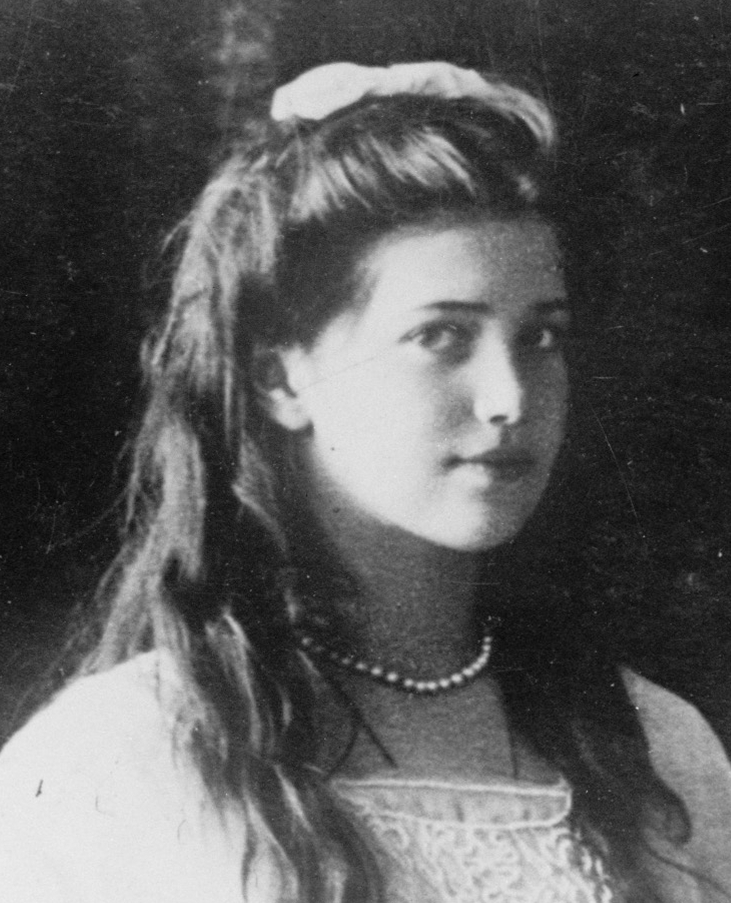
A Grã-Duquesa Maria em 1913.

A amizade de Rasputin com as crianças imperiais era evidente nas mensagens que lhes enviava. "Minha querida Pérola M!" escreveu Rasputin a Maria, de nove anos, num telegrama de 1908. "Conta-me como falavas com o mar, com a natureza! Tenho saudades da tua alma simples. Ver-nos-emos em breve! Um grande beijo". Num segundo telegrama, Rasputin disse à criança: "Minha querida M! Meu pequeno amigo! Que o Senhor te ajude a carregar a tua cruz com sabedoria e alegria em Cristo. Este mundo é como o dia, parece que já está a anoitecer. Assim é com os cuidados do mundo". Em fevereiro de 1909, Rasputin enviou a todas as crianças imperiais um telegrama, aconselhando-as a "Amar toda a natureza de Deus, toda a Sua criação, em particular esta terra. A Mãe de Deus estava sempre ocupada com flores e bordados".
Uma das governantas das raparigas, Sofia Ivanovna Tyutcheva, ficou horrorizada em 1910 porque Rasputin tinha acesso ao berçário quando as quatro raparigas estavam de camisa de dormir. Tyutcheva queria que Rasputin fosse banido dos berçários. Em resposta às queixas de Tyutcheva, Nicolau pediu a Rasputin que acabasse com as suas visitas ao infantário. "Tenho tanto medo que a S.I. possa falar...mal da nossa amiga", escreveu Tatiana, a irmã de doze anos de Maria, à mãe, a 8 de março de 1910, depois de implorar a Alexandra que a perdoasse por ter feito algo de que não gostava. "Espero que a nossa enfermeira seja agora simpática para a nossa amiga".Alexandra acabou por mandar despedir Tyutcheva.
Tyutcheva levou a sua história a outros membros da família, que ficaram escandalizados com os relatos, embora os contactos de Rasputin com as crianças fossem, segundo todos os relatos, completamente inocentes. A irmã de Nicolau, a Grã-Duquesa Xenia Alexandrovna Rússia, ficou empavorecida com a história de Tyutcheva. Escreveu a 15 de março de 1910 que não conseguia compreender 
"...a atitude de Alix e das crianças para com aquele sinistro Grigory (que elas consideram quase um santo, quando na verdade é apenas um khlyst!) Ele está sempre presente, entra no quarto das crianças, visita Olga e Tatiana enquanto elas se preparam para dormir, senta-se ali a falar com elas e a acariciá-las. Têm o cuidado de o esconder de Sofia Ivanovna, e as crianças não se atrevem a falar-lhe dele. É tudo inacreditável e incompreensível".
Outra das governantas do infantário afirmou, na primavera de 1910, ter sido violada por Rasputin. Maria Ivanovna Vishnyakova tinha sido inicialmente uma devota de Rasputin, mas depois desiludiu-se com ele. A imperatriz recusou-se a acreditar em Vishnyakova "e disse que tudo o que Rasputin faz é sagrado". A Grã-Duquesa Olga Alexandrovna foi informada de que a alegação de Vishnyakova tinha sido imediatamente investigada, mas "apanharam a jovem na cama com um cossaco da Guarda Imperial". Vishnyakova foi demitido do seu cargo em 1913.

Na sociedade, murmurava-se que Rasputin havia seduzido não só a czarina, mas também as quatro grã-duquesas. Rasputin divulgou cartas ardentes que lhe foram escritas pela czarina e pelas quatro grã-duquesas. As cartas circularam por toda a sociedade, alimentando os rumores. Circularam também caricaturas pornográficas que mostravam Rasputin a ter relações sexuais com a imperatriz, com as suas quatro filhas e Anna Vyrubova nua no fundo. Nicolau ordenou a Rasputin que abandonasse São Petersburgo durante algum tempo, para desagrado de Alexandra. Rasputin partiu em peregrinação para a Palestina. Apesar do escândalo, a associação da família imperial com Rasputin manteve-se até ao seu próprio assassinato, a 17 de dezembro de 1916. "O nosso Amigo está tão contente com as nossas raparigas, diz que elas passaram por 'cursos' pesados para a sua idade e que as suas almas se desenvolveram muito", escreveu Alexandra a Nicolau em 6 de dezembro de 1916. Nas suas memórias, A. A. Mordvinov relatou que as quatro grã-duquesas pareciam "frias e visivelmente terrivelmente perturbadas" com a morte de Rasputin e sentaram-se "encolhidas juntas" num sofá de um dos seus quartos na noite em que receberam a notícia. Mordvinov relatou que as jovens estavam num estado de espírito sombrio e pareciam pressentir a agitação política que estava prestes a ser desencadeada. Rasputin foi enterrado com um ícone assinado no verso por Maria, suas irmãs e sua mãe. Maria assistiu ao funeral de Rasputin em 21 de dezembro de 1916 e a sua família planeou construir uma igreja sobre o local da sua sepultura.

## Exílio e execução

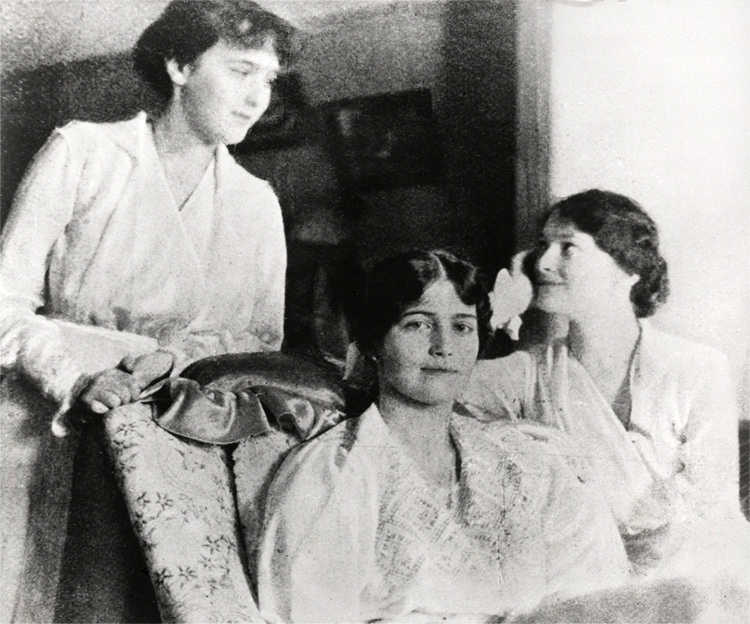
Maria (ao centro) com as suas irmãs Anastásia e Tatiana no Palácio de Alexandre durante a recuperação da doença e já em exilio.

A Revolução Russa de 1917 rebentou em São Petersburgo perto da Primavera de 1917. No pico do caos, as irmãs de Maria e o irmão Alexei adoeceram com sarampo. A czarina manteve-se relutante em enviar os filhos para a sua residência segura em Gatchina que era ocupada por dinamarqueses, mesmo tendo sido aconselhada para o fazer. Maria foi a última dos cinco irmãos a adoecer e, enquanto esteve saudável, era a maior fonte de apoio da sua mãe.
Maria foi rezar com os soldados que ainda se mantinham leais ao czar, com a mãe na noite de 13 de março de 1917. Pouco depois, a adolescente de 17 anos adoeceu com sarampo ao qual se seguiu uma violenta pneumonia. Ao longo dos dias o seu estado de saúde complicou-se mais do que o esperado e chegou a ser necessária ajuda artificial para respirar por ter os pulmões bloqueados. Durante a sua doença, Maria costumava ter pesadelos onde soldados desconhecidos matavam a sua família. Foi devido ao seu grave estado de saúde que o Governo Provisório Russo não insistiu para que, pelo menos os filhos, abandonassem rapidamente o país. Eventualmente, contra todas as probabilidades, Maria conseguiu passar a noite e começou a recuperar nos dias que se seguiram. Foi apenas quando estava quase completamente recuperada que recebeu a notícia da abdicação do pai. Nesta altura, o Governo Provisório Russo começava já a perder a sua influência para os bolcheviques e era tarde demais para a família deixar o país.
A família foi capturada e presa, primeiro na sua casa no palácio Tsarskoye Selo e mais tarde em residências de Tobolsk e Ekaterinburgo, na Sibéria. Maria tentou ser amável com os guardas em ambos os locais e aprendeu depressa os seus nomes e detalhes sobre as suas mulheres e filhos. Inconsciente do perigo a que estava sujeita, comentou em Tobolsk que seria feliz se vivesse lá para sempre se, pelo menos, a deixassem passear pelo jardim sem ser acompanhada pelos guardas continuamente.
Em  Tobolsk  Maria e  as  irmãs  passaram  muito  frio,  devido  a  posição  que  estava  o  quarto  das  quatro  e  também  privações em  sentido  material. Maria e a irmã Anastásia queimaram as suas cartas e diários em abril de 1918 por temerem que as suas coisas fossem revistadas.
A czarina Alexandra escolheu Maria para a acompanhar a si e a Nicolau II quando receberam ordens para serem transferidos para Ekaterinburgo e a família ficou separada durante um mês em maio de 1918. De acordo com Sophie Buxhoevden, uma empregada que acompanhou a família, Maria tinha crescido muito durante os meses em que esteve presa com a família e a czarina sentia que podia confiar na sua terceira filha para a ajudar, uma vez que já não podia contar com a deprimida Olga nem com Anastásia que continuava a ser uma criança. Tatiana ficou para tomar conta do irmão Alexei.
Maria procurava sempre ajudar a família, tentando sempre pensar positivo, como mostra esta carta que ela escreveu para os irmãos em Tobolsk: "É difícil escrever sobre alguma coisa feliz, porque existem muito poucas coisas felizes aqui. Por outro lado, Deus não nos abandonará. O Sol brilha, os pássaros cantam, e esta manhã ouvimos os sinos a tocar as suas matinas…" Durante os meses de cativeiro, Maria perdeu muito peso. Mas muitos disseram que a Revolução fez com que ela mudasse "de uma criança para uma mulher". Lili Dehn, uma amiga da czarina Alexandra lembra:
Quando vi a Grã-duquesa Maria pela primeira vez, ela era uma criança quieta, mas durante a Revolução tornou-se muito devota a mim e eu a ela. Passávamos a maior parte do tempo juntas…ela era uma menina maravilhosa, tinha uma tremenda força interior e nunca entendeu a sua natureza generosa até esses dias terríveis. Era extremamente bonita, com a beleza clássica dos Romanov; os seus olhos eram azuis escuros, emoldurados por cílios longos, e tinha longos cabelos castanho claros. Maria era gorducha e a Imperatriz implicava ocasionalmente com isso; ela não era tão vivaz quanto suas irmãs, mas era mais decidida nos seus pontos de vista. A Grã-duquesa Maria sabia desde o inicio o que queria e porquê.

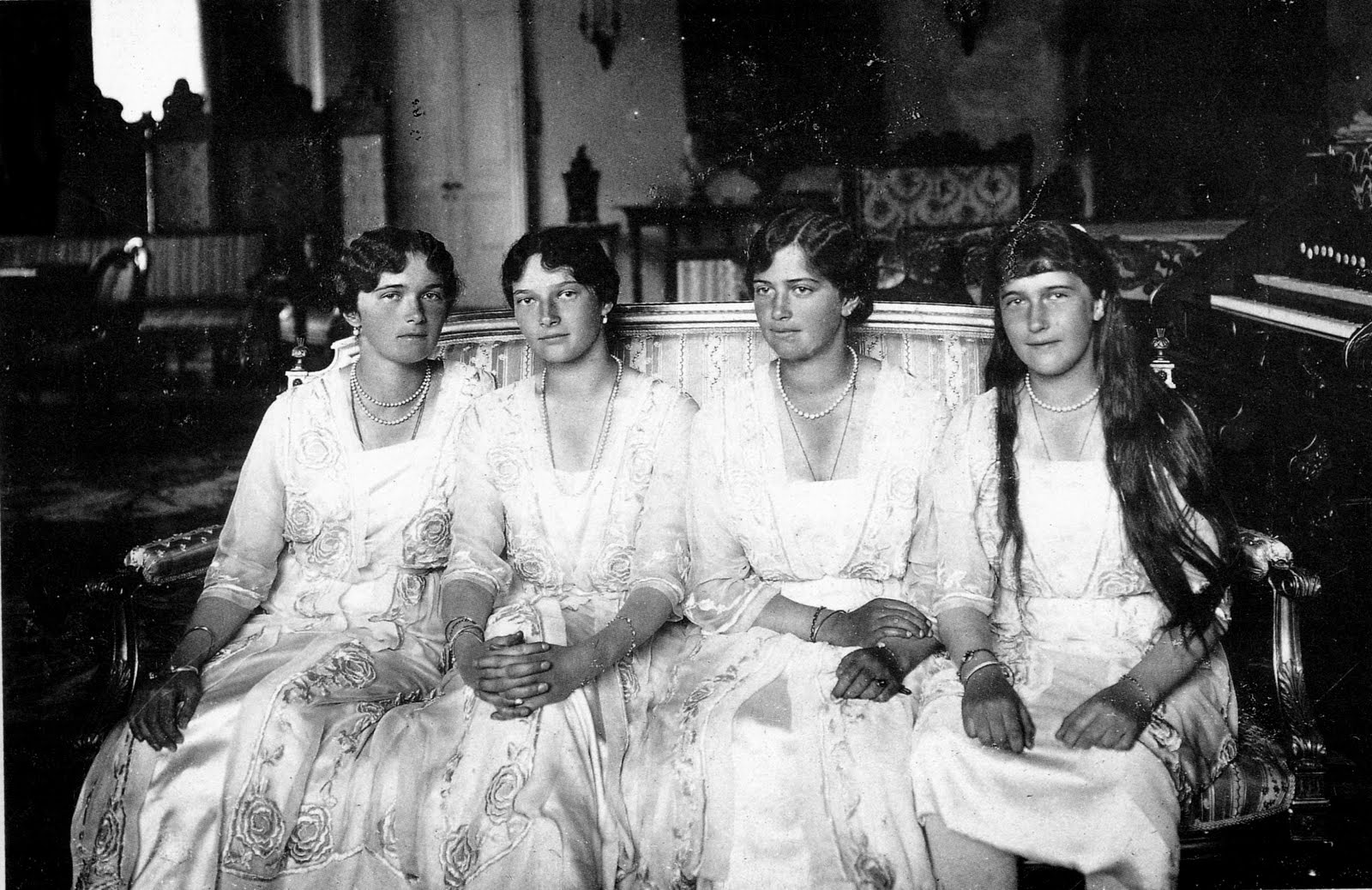
Maria (2º da dir.) com as suas irmãs Olga, Tatiana e Anastasia em 1916.

Nas cartas que enviou às irmãs nesta nova fase, Maria falou sobre a sua preocupação em relação às novas restrições a que a família foi sujeita. Ela e os pais foram revistados pelos guardas da Casa Ipatiev e avisados de que novas inspecções iriam surgir enquanto lá estivessem. Foi também construída uma vedação que limitava a vista para a rua.
Que complicado é tudo agora, escreveu no dia 2 de maio de 1918. Vivemos tão pacificamente durante 8 meses e agora começou tudo de novo.
Maria ocupou o tempo tentando fazer novas amizades com os guardas da "Casa Para Fins Especiais". Mostrou-lhes fotografias do seu álbum e conversou com eles sobre as suas famílias e as suas próprias esperanças para a nova vida em Inglaterra se fosse libertada. Alexander Strkotin, um dos guardas, recordou com apreço a sua beleza vigorosa e disse que ela nunca mostrou nenhum ar de grandeza.
Um antigo sentinela recordou que Maria era frequentemente levada pela sua mãe com "murmúrios severos e zangados", aparentemente por ser demasiado simpática com os guardas. Strekotin escreveu que as suas conversas começavam sempre com uma das raparigas a dizer: Estamos tão aborrecidas! Em Tobolsk tínhamos sempre alguma coisa para fazer. Já sei! Tentem adivinhar o nome deste cão! As adolescentes passavam pelos sentinelas a sussurrar e a dar risadas de uma forma que eles consideravam "sedutora".
Quando um dia, um dos guardas contou uma anedota obscena às filhas do czar, deixando Tatiana bastante perturbada, Maria olhou-o nos olhos e disse:  Porque não se sentem enojados com vocês mesmos quando usam essas palavras vergonhosas? Não imaginam que podem ofender uma mulher bem nascida com elas e pô-la contra vocês? Tenham mais respeito e então podemos dar-nos todos bem.
Ivan Kleschev, um guarda de 21 anos, declarou que tinha intenções de casar com a Grã-duquesa e, se os pais dela recusassem, iria salvava-a da Casa Ipatiev. Ivan Skorokhodov, um outro guarda da casa, conseguiu trazer um bolo de aniversário para comemorar os 19 anos de Maria no dia 26 de junho de 1918. Maria afastou-se com ele do grupo para um momento privado e foram descobertos por dois dos seus superiores que resolveram fazer uma inspecção surpresa à família. Skorokhodov foi removido da sua posição pouco depois e por manter amizade com uma prisioneira. Nas suas memórias, vários guardas afirmaram que tanto a czarina como a sua irmã Olga pareceram zangadas com Maria nos dias que se seguiram ao incidente e Olga evitava mesmo a sua companhia. Na noite de 16 de julho de 1918, toda a família foi executada na cave da Casa Ipatiev, no entanto o que verdadeiramente terá acontecido a Maria e à sua irmã Anastásia permaneceu um dos maiores mistérios do século XX que só muito recentemente foi desvendado.

## Rumores de sobrevivência e descoberta dos corpos

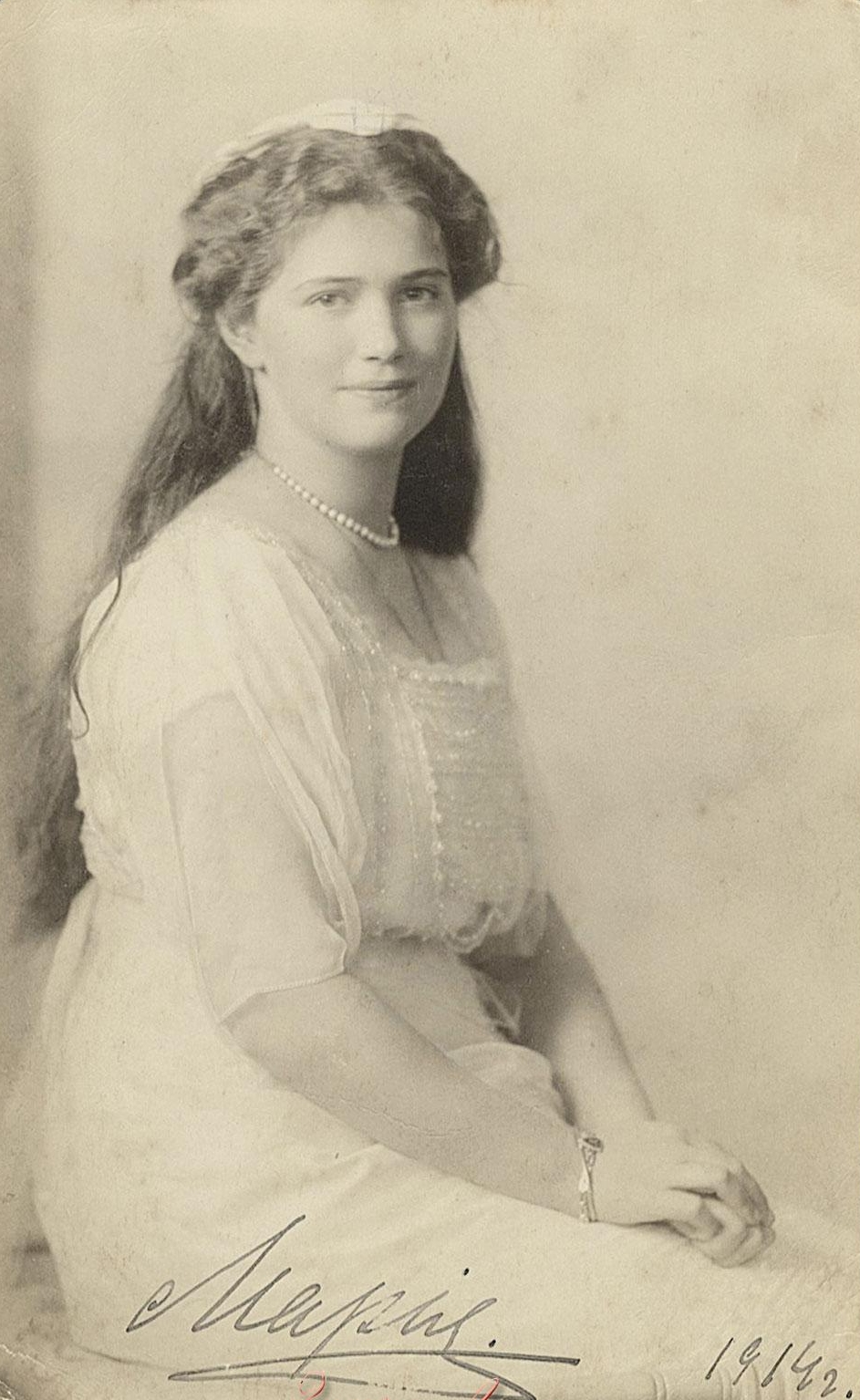
Grã-duquesa Maria.

Segundo o relato de um dos assassinos, Maria terá conseguido fugir e chegou até um armazém onde bateu à porta, desesperada, a pedir por ajuda. Mais tarde terá sido atingida por um tiro na perna do Comissário Peter Emakov, que também a terá tentado esfaquear com a baioneta da arma e depois finalizado com um tiro fatal na cabeça. Outra versão é que Emakov infligiou um ferimento que a deixou inconsciente, Maria terá conseguido permanecer viva até que os corpos foram inspeccionados para que se tivesse a certeza de que toda a família real estava morta. Maria terá então gritado, o que fez com que Emakov a tentasse esfaquear novamente, no entanto, sem êxito Emakov terá a agredido até ela se calar. Depois do assassinato de Maria, o seu primo directo, Louis de Montbatten, filho da irmã mais velha de Alexandra, que se tinha apaixonado pela prima quando era mais novo, guardou sempre uma fotografia dela debaixo da almofada para preservar a sua memória. Ele próprio também acabaria por ser assassinado em 1979 por membros do Exercito Republicano Irlandês.
A suspeita de que Maria teria sobrevivido ao massacre voltou a ser considerada quando os corpos da família e empregados que os acompanhavam foram descobertos e analisados em 1991. Logo no dia em que se procedeu à abertura da sepultura, chegou-se à conclusão de que faltavam dois corpos. Após a análise dos corpos com a mais alta tecnologia da altura, houve um dilema entre a equipa de cientistas americana e russa, uma vez que os primeiros afirmavam que os corpos que faltavam eram os de Alexei e Anastásia e os outros diziam ter a certeza de que se tratava de Alexei e Maria. O assunto da possível sobrevivência de Maria é mesmo retratado de uma forma fantasiada no livro The Kitchen Boy - Os últimos dias dos Romanov de Robert Alexander que conta a história de um suposto ajudante de cozinha que viveu com a família real os dias de exílio na Casa Ipatiev que acaba por salvar a Grã-duquesa.
No dia 23 de agosto de 2007, um arqueólogo russo anunciou que tinha descoberto partes de dois esqueletos queimados perto do local onde foram encontrados os restantes Romanov. Após 8 meses de exames intensivos complicados, devido ao avançado estado de deterioração dos restos mortais, no dia 30 de abril de 2008, foi anunciado durante uma conferência de imprensa que os corpos pertenciam a Alexei e Maria, terminando assim um dos maiores mistérios do século XX. Em 11 de setembro de 2015, foi anunciado que os restos mortais de Maria e Alexei, que estavam armazenados nos arquivos do Estado há 8 anos, seriam enterrados ao lado da família em 18 de outubro de 2015. No entanto, o Governo russo autorizou a Igreja Ortodoxa Russa a efetuar um último teste de ADN das duas crianças Romanov, comparando o ADN de um pano manchado de sangue do seu bisavô, o Imperador Alexandre II, que foi morto por uma bomba, e da sua tia, a Grã-Duquesa Isabel Feodorovna.

## Canonização
Em 2000, Maria e sua família foram canonizados como Portadores da Paixão pela Igreja Ortodoxa Russa. A família foi anteriormente canonizada em 1981 pela Igreja Ortodoxa Russa no estrangeiro como Neomártires. Os corpos do czar Nicolau II, da czarina Alexandra e de três filhas foram finalmente enterrados na Catedral de São Pedro e Paulo em São Petersburgo a 17 de julho de 1998, oitenta anos após seu assassinato.